# Coprosma propinqua

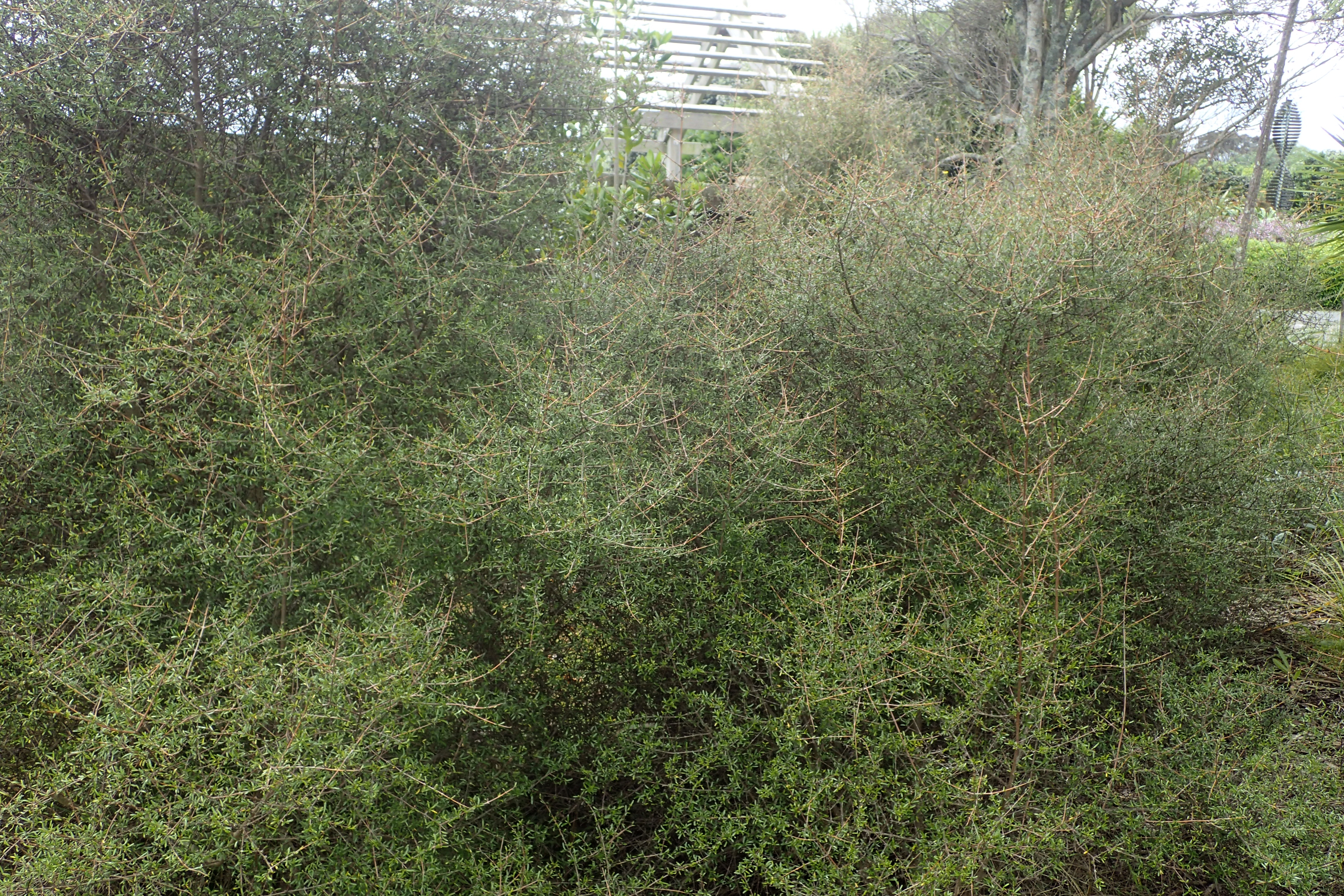
Rozrostlý keř

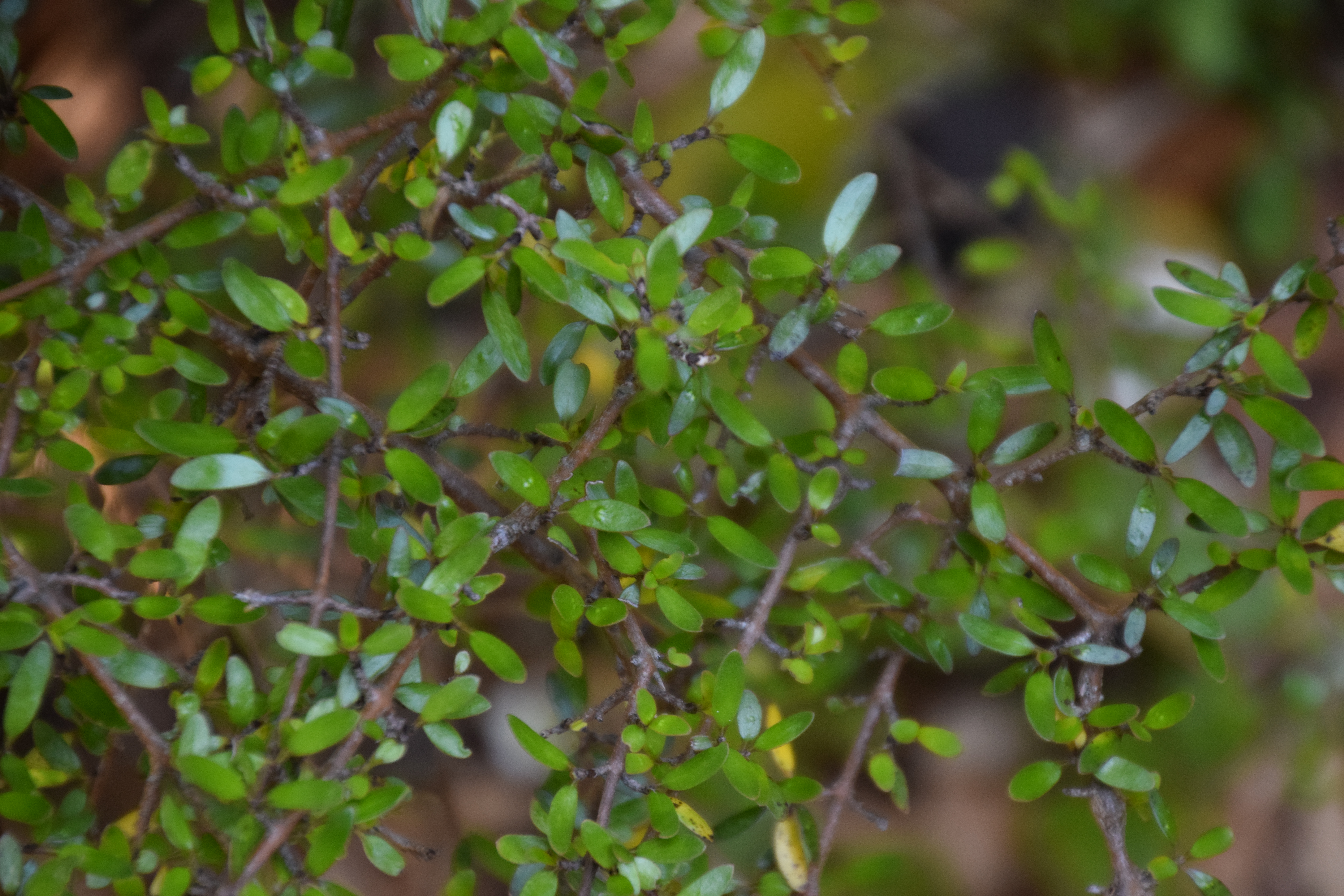
Větvičky a listy

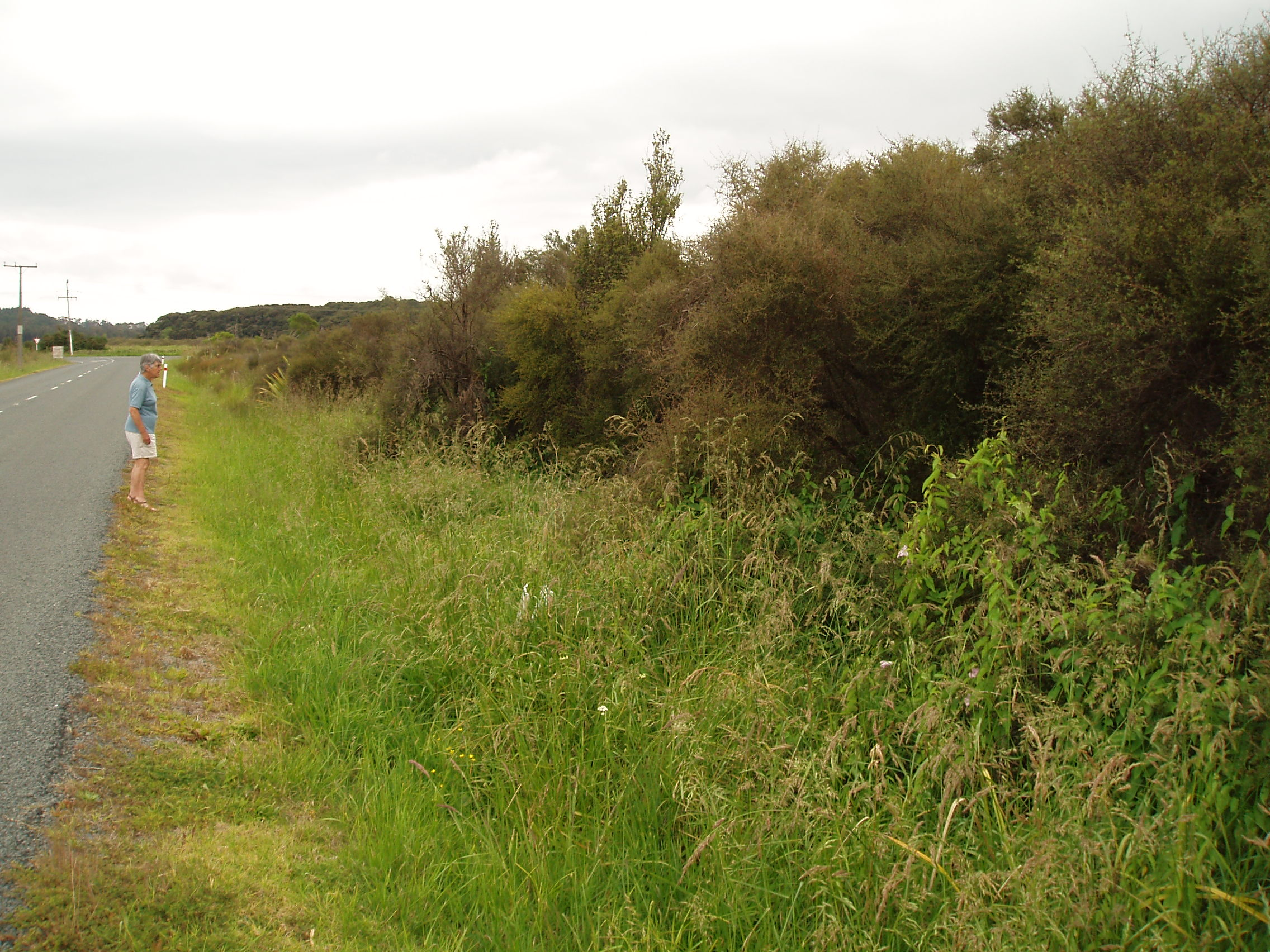
Keře podél silnice

Coprosma propinqua je rostlina rozšířená po celém Novém Zélandu, kde je endemickým druhem. Tento hustý, neopadavý, dvoudomý keř, ojediněle i nízký strom, se vyskytuje na vlhkých místech jak Severního a Jižního ostrova, tak na menším, Stewartově ostrově, vzdáleném asi 30 km.
Pochází ze širokého rodu Coprosma čítajícího asi 110 druhů a z nich asi 45, navzájem si velmi podobných, roste na Novém Zélandu. Druh propinqua je s dalšími 33 druhy členem podrodu Microcoprosma.
Vědecké jméno rodu Coprosma znamená „páchne jako hnůj“ a odkazuje na zápach rozdrcených listů některých druhů, z nichž se uvolňuje methylmerkaptan. Jméno druhu propinqua pochází z latinského pojmu propinquus „blízký“, což znamená, že rostlina je málo odlišná od jiných druhů.

## Rozšíření
Je novozélandský původní druh, který roste od zátoky Taipa-Mangonui na Severním ostrově až po Stewartův ostrov na jihu. Vyrůstá obvykle samovolně bez lidského přičinění, nejčastěji v bažinatých oblastech, v řídkých lesích, jako součást tamních křovin, na kamenitých stráních nebo podél cest, vodních nádrží, potoků i řek, od mořské hladiny až po nadmořskou výšku okolo 460 m n. m. Jen řídce se pěstuje uměle jako živý plot na pastvinách.

## Ekologie
Dřevina je celoročně porostlá drobnými listy a nejlépe prospívá na vlhkém stanovišti v lehké propustné, písčité, drobně kamenité i střední jílovité půdě, která není trvale zamokřená, ale dobře odvodněná. Nejvhodnější je sice půda mírně kyselá až neutrální, poroste však i v zásadité. Dobře se vyvíjí na plném slunci i v polostínu, přežívá pouze krátkodobý pokles teploty pod bod mrazu. Odolává silným větrům, roste v blízkosti mořského pobřeží a snese brakickou vodu i slanou mlhu. Přestože je rostlinou do vlhkého prostředí, vydrží bez problémů i déletrvající sucho. Je považována za jeden z nejhouževnatějších keřů.
Kvete v únoru a březnu a plody dozrávají v srpnu a září. Je polymorfní druh a často se samovolně kříží s druhy rostoucími v blízkosti, nejčastěji s Coprosma robusta nebo Coprosma lucida. Ploidie druhu je 2n = 44.
Druh Coprosma propinqua je původními obyvateli Maory nazýván „mingimingi“, stejně jako velmi podobné druhy Coprosma crassifolia, Coprosma dumosa, Coprosma rhamnoides i Coprosma virescens, mezi kterými nedělají rozdíl.

## Popis
Hustý dvoudomý keř (výjimečně nízký strom) s velmi tenkými, často svěšenými měkkými větévkami vyrůstajícími vstřícně a zhusta v pravém úhlu k hlavním větvím. Keře jsou vysoké až 3 m a hustě porostlé kožovitými listy s kratičkými tmavými řapíky a palisty. Listy vyrůstají v protilehlých párech nebo ve shlucích až po třech, bývají jednoduché, celistvé, čepel mívají čárkovitou až široce podlouhlou či obvejčitou a na konci tupou či špičatou. Listy bývají dlouhé 7 až 16 mm a široké 2 až 5 mm, lysé, na svrchní straně jsou tmavě zelené s patrnou síťovanou žilnatinou, na spodní straně jsou světlejší a je tam jedna až tři jamky. V těchto jamkách, domatiích, žijí bakterie fixující vzdušný dusík pro potřebu rostliny a také roztoči živící se parazitickými houbami napadajícími listy.
Coprosma propinqua je dřevina s květy samčími a samičími na samostatných jedincích. Samčí květy vyrůstají jednotlivě nebo ve svazečcích až po čtyřech z úžlabí listů, kdežto samičí vždy osamoceně na koncích krátkých větviček. Květy bývají velké jen 2 až 3 mm, jsou poměrně nenápadné a kvetou postupně, mají čtyř až pětizubý kalich s drobnými lístky a úzkou nálevkovitou korunu s nenápadnými, čtyřmi až pěti světlými lístky s vejčitými laloky. Ze samčích květů ční čtyři či pět prašníků na dlouhých nitkách a ze samičích blizna na čnělce. Květy neprodukují nektar a pyl ze samčích květů přenáší vítr.
Plod je kulatá, dužnatá peckovice světle nebo tmavě modrá, skvrnitá nebo průsvitná, asi 7 mm velká, která obsahuje jedno nebo dvě malá semena. V zeleném listoví keře je poměrně dekorativní; vzniká však pouze na samičích rostlinách. Je poživatelný, sladký, ale mdlé chuti.

## Rozmnožování
Keře se ze svého stanoviště rozrůstají do blízkého okolí kořeny. O šíření na větší vzdálenosti se přičiňují hlavně ptáci, kteří plody sezobávají, opadané plody jsou zase potravou drobných savců. Zralá semena mnohým živočichům projdou trávicí soustavou obvykle nepoškozená a jsou takto zanesena na nová, pro růst vhodná místa.
Uměle lze keře rozmnožovat semeny, která se vysejí brzy po uzrání plodů. Klíči velmi dlouho, často i rok. Semenáče se doporučuje ponechat prvou zimu v teple a teprve následného roku vysadit na stanoviště. Tento způsob množení je nenáročný, nelze však stanovit pohlaví nového jedince dokud nevykvete. Pro získání nové rostliny požadovaného pohlaví se doporučuje vegetativní rozmnožování, kdy se na podzim sázejí řízky z částečně vyzrálého dřeva, získané z rostliny se známým pohlavím.

## Význam
Husté keře jsou velice atraktivní pro ptáky a drobné živočichy, kteří v nich mimo potravy nalézají i bezpečná hnízdiště chráněná před predátory. Rostliny jsou nejčastěji využívané do živých plotů, které jsou husté, dají se dobře stříhat na určenou výšku a případně i tvarovat. Pražená semena se používá jako náhražka kávy.

## Ohrožení
Podle IUCN má Coprosma propinqua velkou, plošně rozšířenou a stabilní populaci, která v současné době neprochází žádnými hrozbami ani nebyly identifikovány žádné v budoucnosti. Druh je proto zařazen do kategorie málo dotčených druhů (LC).